# 葡屬幾內亞
葡屬幾內亞（葡萄牙語：Guiné Portuguesa），是葡萄牙在西非的殖民地，現今是獨立的西非國家幾內亞比索。

## 歷史

幾內亞公司的旗幟，這是一家葡萄牙公司，從15世紀開始就在幾內亞海岸進行包括黑奴買賣在內的多種商品貿易，為葡萄牙帝國推進在西非的殖民，及負責帝國在當地的經濟利益。

1430年代，葡萄牙王室委託航海家探索西非的大西洋海岸，尋找黃金資源。當時黃金貿易由摩洛哥控制，穿越撒哈拉沙漠的穆斯林商隊同時壟斷着鹽、可樂果、紡織品、魚、穀物和奴隸等貿易。
在葡萄牙的恩里克王子命令之下，航海家吉爾·埃阿尼什於1437年首次成功繞過波哈多角，駛到遠至塞拉利昂，並於1456年開始在佛得角群島建立殖民地。葡國中央於1446年發表對此地區的主權宣言。1450年探險家Nuno Tristão沿著西非海岸航行，自此展開黃金與奴隸的交易；十七世紀以後，法國、英國及瑞典等歐洲列強也紛紛來到此處，一時之間奴隸貿易相當盛行。
在當時究竟有多少土著被賣為奴，其正確數據現已不可考。推估大約在1000萬人左右；其中約有37%被賣至南美洲的巴西。該地的城鎮卡丘（Cacheu）更是當時最大的奴隸買賣市場。1765年建立新首府比索。
十九世紀初，奴隸制廢除，黑奴交易被全面禁止。唯少數非法貿易仍舊存在。
葡國在這一帶獨霸四個世紀後，開始有了競爭者；內陸部分逐漸有其他歐洲殖民者瓜分。如：主要商業據點卡萨芒斯河流域與法屬西非相互重疊，此外英國也嘗試要佔領博拉馬島。三方為此瀕臨一戰，後經美國總統尤里西斯·格蘭特的調停，決定全歸葡萄牙所有。
原先葡屬幾內亞是由維德角所管轄，1879年單獨設置殖民地。
1951年葡萄牙修正相關法案，把此處改為海外領土。1956年，阿米尔卡·卡布拉尔成立幾內亞和佛得角非洲独立黨(PAIGC)，開啟了几内亚比绍獨立建國運動，並穩健發展。葡萄牙中央政府於1961年對其進行鎮壓，該政黨則于1973年9月24日發表獨立宣言，定國號為幾內亞比索共和國。
康乃馨革命後，葡國中央的法西斯勢力瓦解、新上台的臨時政府與PAIGC開啟談判，最終於1974年9月10日承認幾內亞比索之獨立，卡布拉尔的弟弟出任首任總統，正式結束葡萄牙對其长达528年的統治。
1. ↑  A.L. Epstein, Urban Communities in Africa – Closed Systems and Open Minds, 1964.
2. ↑  C.R. Boxer, (1977). The Portuguese seaborne empire, 1415–1825, pp. 26–7, 30 London, Hutchinson & Co. ISBN 0-09131-071-7